# Фридрих Австрийский, герцог Тешенский

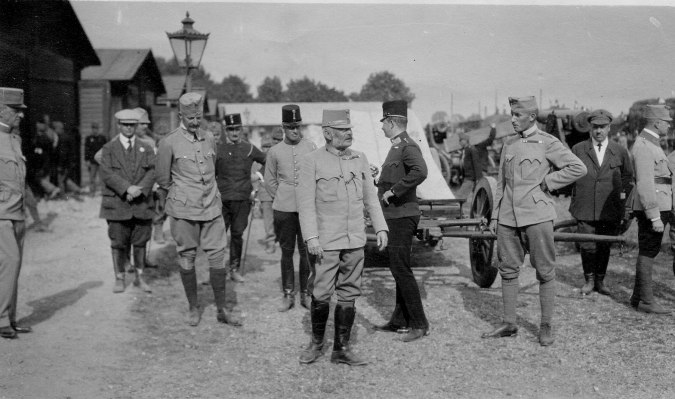
Герцог Фридрих Тешинский в отвоёванной крепости Перемышль, 1915

Эрцгерцог Фридрих Мария Альбрехт Вильгельм Карл (нем. Erzherzog Friedrich Maria Albrecht Wilhelm Karl von Österreich-Teschen; 4 июня 1856, замок Гросс-Зееловиц, Жидлоховице, Моравия — 30 декабря 1936, Мадьяровар) — эрцгерцог Австрийский, герцог Тешинский, военачальник, главнокомандующий австро-венгерской армией во время Первой мировой войны. Австрийский фельдмаршал (8 декабря 1914 года), германский генерал-фельдмаршал (22 июня 1915 года).

## Биография
Родился в семье эрцгерцога Карла Фердинанда и эрцгерцогини Елизаветы. Когда эрцгерцог Карл Фердинанд умер, Фридриха и его братьев Карла Стефана и Евгения в 1874 году усыновил его дядя, фельдмаршал эрцгерцог Альбрехт.
В 5-летнем возрасте записан лейтенантом в Тирольский егерский полк, действительную службу начал 19 марта 1871 года. В мае 1876 года переведён в 42-й пехотный полк. В 1877 году произведён в майоры и переведён в 25-й пехотный полк. 15 сентября 1878 года получил чин подполковника и переведён в 13-й пехотный полк. С 23 октября 1879 года — командир 18-го пехотного полка, полковник. С 1882 года — генерал-майор, командир 27-й пехотной бригады, с 31 июля 1886 года — 14-й пехотной дивизии, с 31 июля 1889 — V армейского корпуса (Пресбург).
8 октября 1878 году эрцгерцог Фридрих женился на принцессе Изабелле фон Крой-Дюльмен (von Croy-Duelmen). В 1892 году у них родилась восьмая дочь и только в 1897 году появился наследник.
В феврале 1895 году наследовал после смерти эрцгерцога Альбрехта титул Тешинского герцога и огромные земельные и промышленные владения, став одним из богатейших людей Австрии. Его имения располагались в Богемии, Моравии, Силезии и Венгрии. Кроме того Фридриха владел и крупными промышленными предприятиями, он был одним из крупнейших в Австрии производителей сигар, бренди, сахара и молочных продуктов. О нём говорили, что «эрцгерцог Фридрих поит молоком всю Вену». Так же был известен как любитель искусства, меценат и коллекционер картин и монет. Нумизматическая коллекция эрцгерцога была одной из крупнейших в мире.
С 11 апреля 1905 года — генерал-инспектор вооружённых сил, с 25 июня 1907 года — главнокомандующий ландвера. 11 июля 1914 года эрцгерцог Фридрих был назначен главнокомандующим вооруженных сил Австро-Венгрии. После смерти Франца-Иосифа Фридрих 2 декабря 1916 года был смещён с поста императором Карлом I. Некоторое время он оставался заместителем главнокомандующего, но уже 11 февраля 1917 года был окончательно отстранён от командования.
После распада Австро-Венгрии потерял большую часть своих имений. Вышел в отставку и уехал в свои венгерские имения. В 1921 году принял венгерское гражданство.

## Награды
Австро-Венгрии:
- Орден Золотого руна
- Крест «За военные заслуги» 3-й степени (30 ноября 1892); бриллиантовые украшения к кресту (30 ноября 1898)
- Королевский венгерский орден Святого Стефана, большой крест (9 ноября 1893)
- Бронзовая медаль «За военные заслуги» (сентябрь 1899)
- Серебряная медаль «За военные заслуги» (1911)
- Звезда почётного знака «За заслуги перед Красным Крестом»[нем.] (21 августа 1914); военные украшения (15 февраля 1915)
- Крест «За военные заслуги» 1-й степени с военными украшениями и бриллиантами (9 мая 1915); мечи (1917)
- Золотая медаль «За военные заслуги» (17 октября 1916); мечи к медали (1917)
- Военный орден Марии Терезии, большой крест (25 ноября 1916)
- Марианский крест Тевтонского ордена на шейной ленте (1898)
- Марианский крест Тевтонского ордена (19 июня 1916)

Иностранных государств
- Орден Вюртембергской короны, большой крест (21 июля 1873, королевство Вюртемберг)
- Орден Святого Андрея Первозванного (4 января 1877, Российская империя)
- Орден Святого Александра Невского (4 января 1877, Российская империя)
- Орден Белого орла (4 января 1877, Российская империя)
- Орден Святой Анны 1-й степени (4 января 1877, Российская империя)
- Орден Почётного легиона, большой крест (30 декабря 1878, Французская республика)
- Орден Леопольда I, большой крест (30 декабря 1890, королевство Бельгия)
- Орден Рутовой короны, большой крест (22 февраля 1891, королевство Саксония)
- Орден Святого Иосифа, большой крест (22 февраля 1891, великое герцогство Тосканское)
- Орден Слона (9 июня 1892, королевство Дания)
- Орден Золотого льва Нассау большой крест (9 июня 1892, королевство Нидерланды)
- Орден Чёрного орла (12 октября 1892)[3]; золотая цепь к ордену (3 октября 1903; королевство Пруссия)
- Орден Красного орла большой крест и 1-го класса (1892, как кавалер ордена Чёрного орла; королевство Пруссия)
- Орден Карлоса III цепь ордена (7 апреля 1896; королевство Испания)
- Медаль в память императора Вильгельма I (1897, королевство Пруссия)
- Портрет персидского шаха с бриллиантами (22 октября 1900, Персия)
- Константиновский орден Святого Георгия, большой крест (26 января 1903; герцогство Парма)
- Орден Бани, большой крест военного класса (21 июня 1904; Британская империя)
- Крест Военных заслуг, большой крест (5 ноября 1905; королевство Испания)
- Медаль Красного Креста «В память русско-японской войны» (3 января 1908; Российская империя)
- Медаль «В память русско-японской войны» (3 января 1908; Российская империя)
- Орден Серафимов (3 января 1908; королевство Швеция)
- Орден Верности, большой крест (10 мая 1908; великое герцогство Баден)
- Орден Бертольда I, большой крест (10 мая 1908; великое герцогство Баден)
- Орден Белого сокола, большой крест (10 мая 1908; Великое герцогство Саксония)
- Медаль в память королевы Марии Кристины (1909, королевство Испания)
- Орден Вендской короны, большой крест (10 ноября 1911)
- Орден «Святые Равноапостольные Кирилл и Мефодий» большой крест (12 июня 1912, царство Болгария))
- Железный крест 2-го и 1-го класса (31 августа 1914, королевство Пруссия)
- Крест «За военные заслуги» (Мекленбург-Шверин)[нем.] 2-го и 1-го класса (14 марта 1915, великое герцогство Мекленбург-Шверин)
- Военный орден Максимилиана Иосифа, большой крест (1 мая 1915, королевство Бавария)
- Орден «Pour le Mérite» (14 мая 1915); дубовые листья к ордену (5 января 1917, королевство Пруссия)
- Орден Святого Генриха, рыцарский и командорский кресты (22 мая 1915, королевство Саксония)
- Орден «За военные заслуги», большой крест (30 мая 1915, королевство Вюртемберг)
- Серебряная и золотая медали Имтияз (19 августа 1915; Османская империя)
- Орден «За храбрость» 1-й степени (19 февраля 1916, царство Болгария)
- Крест Фридриха Августа 2-го и 1-го класса (17 марта 1916, великое герцогство Ольденбург)
- Крест «За военные заслуги» (11 сентября 1916, Герцогство Брауншвейг)
- Золотая медаль Красного полумесяца (1 октября 1916; Османская империя)
- Княжеский орден Дома Гогенцоллернов почётный крест 1-го класса с мечами (1 октября 1916; королевство Пруссия)
- Крест «За заслуги на войне» (5 июля 1918, княжество Липпе)
- Крест «За выслугу лет»[нем.] (за 25 лет беспорочной службы) (26 сентября 1918; королевство Пруссия)

## Дети
В браке с Изабеллой фон Крой родились 1 сын и 8 дочерей:
- Мария Кристина (1879—1962) — супруга принца Мануэля Зальм-Зальмского.
- Мария Анна (1882—1940) — супруга Элии Бурбон-Пармского, титулярного герцога Пармы и Пьяченцы.
- Мария Генриетта (1883—1956) — супруга принца Готфрида Гогенлоэ.
- Наталия Мария (1884—1898)
- Стефания Мария Исабель (1886—1890)
- Габриэль Мария Терезия (1887—1954)
- Изабелла Мария (1887—1973) — супруга принца Георга Баварского
- Мария Алиса (1893—1962) — супруга барона Фридриха Вальдботт фон Басенхейм (Waldbott von Bassenheim)
- Альбрехт Франц (1897—1955) — претендент на трон Венгрии. Адмирал Хорти признал за ним титул принца Венгерского[4].

Эрцгерцог Фридрих и его супруга желали, чтобы одна из дочерей стала супругой эрцгерцога Франца Фердинанда. Но наследник престола женился морганатическим браком на придворной даме эрцгерцогини Изабеллы — графине Софии Хотек. Это привело к ссоре и осложнило военную карьеру эрцгерцога Фридриха. В 1914 году из-за конфликтов с Францем Фердинандом он был вынужден оставить военную службу и вернулся лишь после гибели принца.